# Akropolis-Turnier 1988
Die dritte Auflage des Akropolis-Basketball-Turniers 1988 fand zwischen dem 3. und 5. Juni 1988 in Piräus statt. Ausgetragen wurden die insgesamt sechs Spiele im Stadion des Friedens und der Freundschaft.
Neben der gastgebenden Griechischen Nationalmannschaft nahmen auch die Nationalmannschaften aus Italien sowie Jugoslawien teil. Das Teilnehmerfeld komplettierte eine Auswahl der Duke University aus den Vereinigten Staaten.
Zu den Stars des Akropolis-Turniers 1988 gehörten neben den Jugoslawen Toni Kukoč, Dražen Petrović und Vlade Divac auch die Griechen Nikos Galis und Panagiotis Giannakis.

## Begegnungen
| 3. Juni 1988 | Jugoslawien  | 83 - 82   | Italien         |
| 3. Juni 1988 | Griechenland | 89 - 88   | Duke University |
| 4. Juni 1988 | Griechenland | 80 - 73   | Italien         |
| 4. Juni 1988 | Jugoslawien  | 104 - 103 | Duke University |
| 5. Juni 1988 | Italien      | 102 - 87  | Duke University |
| 5. Juni 1988 | Griechenland | 76 - 84   | Jugoslawien     |

## Tabelle
| Rang | Land            | Punkte | Körbe   |
| ---- | --------------- | ------ | ------- |
| 1    | Jugoslawien     | 6      | 271-261 |
| 2    | Griechenland    | 5      | 245-245 |
| 3    | Italien         | 4      | 257-250 |
| 4    | Duke University | 3      | 278-295 |